# Leopold Okulicki
Leopold Okulicki (12. listopadu 1898 Bratucice – 24. prosince 1946 Moskva) byl polský generál, poslední velitel Zemské armády. V odboji používal krycí jména Kobra, Niedźwiadek a Jan Mrówka.
Jako student gymnázia v Bochni vstoupil do Svazu střelců. Za první světové války bojoval v Polských legiích, pak se účastnil polsko-sovětské války. V roce 1925 dostudoval vysokou vojenskou školu ve Varšavě. Učil taktiku na pěchotní škole v Rembertówě a od roku 1935 pracoval na generálním štábu. Byl také funkcionářem fotbalového klubu Legia Warszawa.
V roce 1939 řídil obranu Varšavy. Po okupaci pracoval v podzemním hnutí v Lodži, po prozrazení uprchl do Lvova, kde byl v lednu 1941 zatčen NKVD. Po podepsání dohody Sikorski–Majskij byl propuštěn a vstoupil do Andersovy armády, kde se stal náčelníkem generálního štábu. Pak se připravoval v Anglii ve výsadkové jednotce Cichociemni, s níž se v květnu 1944 dostal na polské území. Zúčastnil se varšavského povstání a 3. října 1944 se stal hlavním velitelem Zemské armády. Vydal 19. ledna 1945 rozkaz o rozpuštění Zemské armády. V březnu 1945 byl unesen do Sovětského svazu a v červnu téhož roku byl v procesu s šestnácti představiteli polského nekomunistického odboje odsouzen k deseti letům vězení. Zemřel ve věznici Butyrka (podle některých názorů byl zavražděn tajnou policií).
Byl mu udělen řád Virtuti Militari, Kříž za chrabrost a posmrtně Řád bílé orlice. Ve válečném filmu Kurýr, který natočil roku 2019 Władysław Pasikowski, ho představoval Mariusz Bonaszewski.